# Caissa caissa
Caissa caissa är en fjärilsart som beskrevs av Erich Martin Hering 1931. Caissa caissa ingår i släktet Caissa och familjen snigelspinnare. Inga underarter finns listade i Catalogue of Life.